# Senhores da Cova da Beira

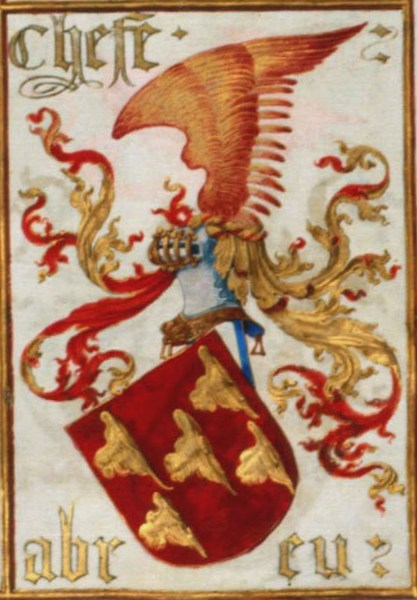

O título de Senhor da Cova da Beira foi criado por D. Maria I, Rainha de Portugal, por decreto de 1 de outubro de 1777 a favor do herdeiro da Casa dos Abreus da Covilhã.
Senhor é o título nobiliárquico e significa aquele que tem domínio sobre algo ou alguém.
Historicamente, o título de senhor indicava a superioridade de alguém em relação aos escravos dos quais era amo ou aos súbditos aos quais dominava em troca de protecção. Foi também utilizado como forma de agraciar algumas personalidades da nobreza e da realeza.
Nos tempos medievais, este era o título daquele que possuía domínio sobre um feudo (senhor feudal).
1. D. José Luís de Castelo Branco de Abreu (1742 - 1815)
2. D. Gracia Eça Telles de Abreu (1772-1836)
3. D. Rodrigo Monteiro Telles de Abreu (1816 -1886)
4. D. José Carlos Telles de Abreu (1846-1926)
5. D. António Viana Telles de Abreu (1876-1949)
6. D. Luís de Abreu (1902-1984)
7. Carlos Alberto de Jesus Abreu (1946-)
8. Pedro Miguel dos Santos Abreu (1974-)
9. Rodrigo Micael Filipe de Abreu (2014-)